# Três Rios
Três Rios est une municipalité brésilienne de la microrégion de Três Rios.